# Hyalorista limasalis
Hyalorista limasalis là một loài bướm đêm trong họ Crambidae.